# Georg Horn
Pour les articles homonymes, voir Horn.
Georg Horn (né le 30 août 1841 à Fabrikschleichach et mort le 19 août 1919 à Lindenau) est un syndicaliste allemand et homme politique social-démocrate.

## Biographie
Horn est un fabricant de bouteilles et un maître-fabricant de bouteilles indépendant de 1864 à 1866. En 1867, il rejoint l'Association générale des travailleurs allemands. En 1871, il est cofondateur et chef de l'organisation des verriers à Dresde-Löbtau. Entre 1875 et 1878, il est président de l'Association générale des artistes verriers d'Allemagne (à partir d'octobre 1876 Association des verriers allemands). Dans les années 1877 et 1878, il est également rédacteur en chef du journal de l'association Neue Glashütte. Entre 1878 et 1890, Horn est propriétaire à plein temps d'une boutique de produits régionaux à Dresde. En 1889, il est délégué au congrès fondateur du la 2e Internationale à Paris, où il donne des conférences sur les questions de protection des travailleurs. En parallèle, il travaille de 1885 à 1890 comme rédacteur en chef partiellement rémunéré de l'organe de l'association des verriers "Der Fachgenosse". Après cela, il est l'éditeur à plein temps du journal jusqu'en 1907. Il prend ensuite sa retraite, mais continue à écrire régulièrement pour le journal. En tant qu'auteur, il écrit également une histoire des verriers.
Horn est emprisonné pendant 25 mois au total pour avoir enfreint les lois sur la presse. Il est député du Reichstag  de 1895 à 1918 et du parlement de l'État saxon (de) de 1891 à 1897. En tant que critique de la politique de crédit de guerre de la majorité SPD au sein du groupe parlementaire du Reichstag, Horn rejoint le groupe de travail social-démocrate en 1916 et l'USPD en 1917.
Avec l'homme politique August Kaden, qui vit temporairement à Kötzschenbroda, Horn a «une longue et étroite amitié."

## Travaux
- Geschichte der Glasindustrie und ihrer Arbeiter. Stuttgart 1903.
- Der Fachgenosse, Glasarbeiterzeitung (Gründer, Herausgeber und Schriftleiter) ab 1885.